# Sacra di San Michele
A Sacra di San Michele, também conhecida como Abadia de São Miguel, é um complexo religioso no Monte Pirchiriano, situado na parte sul do Val di Susa, no território do município de Sant'Ambrogio di Torino, na Cidade Metropolitana de Torino, Região de Piemonte, noroeste da Itália. A abadia, que durante grande parte de sua história esteve sob o domínio beneditino, agora está confiada aos Rosminianos.
Uma lei regional especial o reconhece como o "monumento simbólico da região do Piemonte".

## História

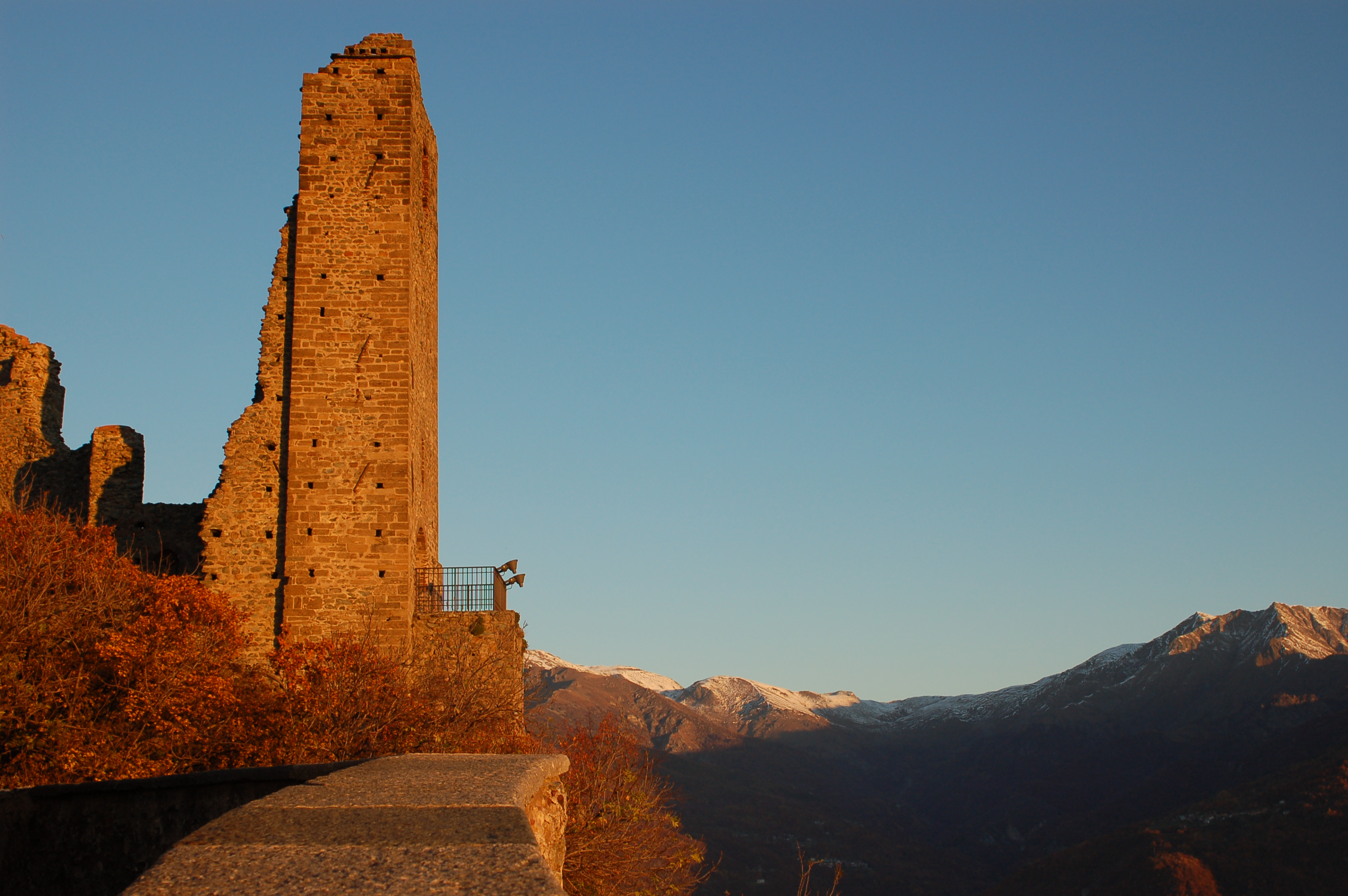
Torre de Bell'Alda

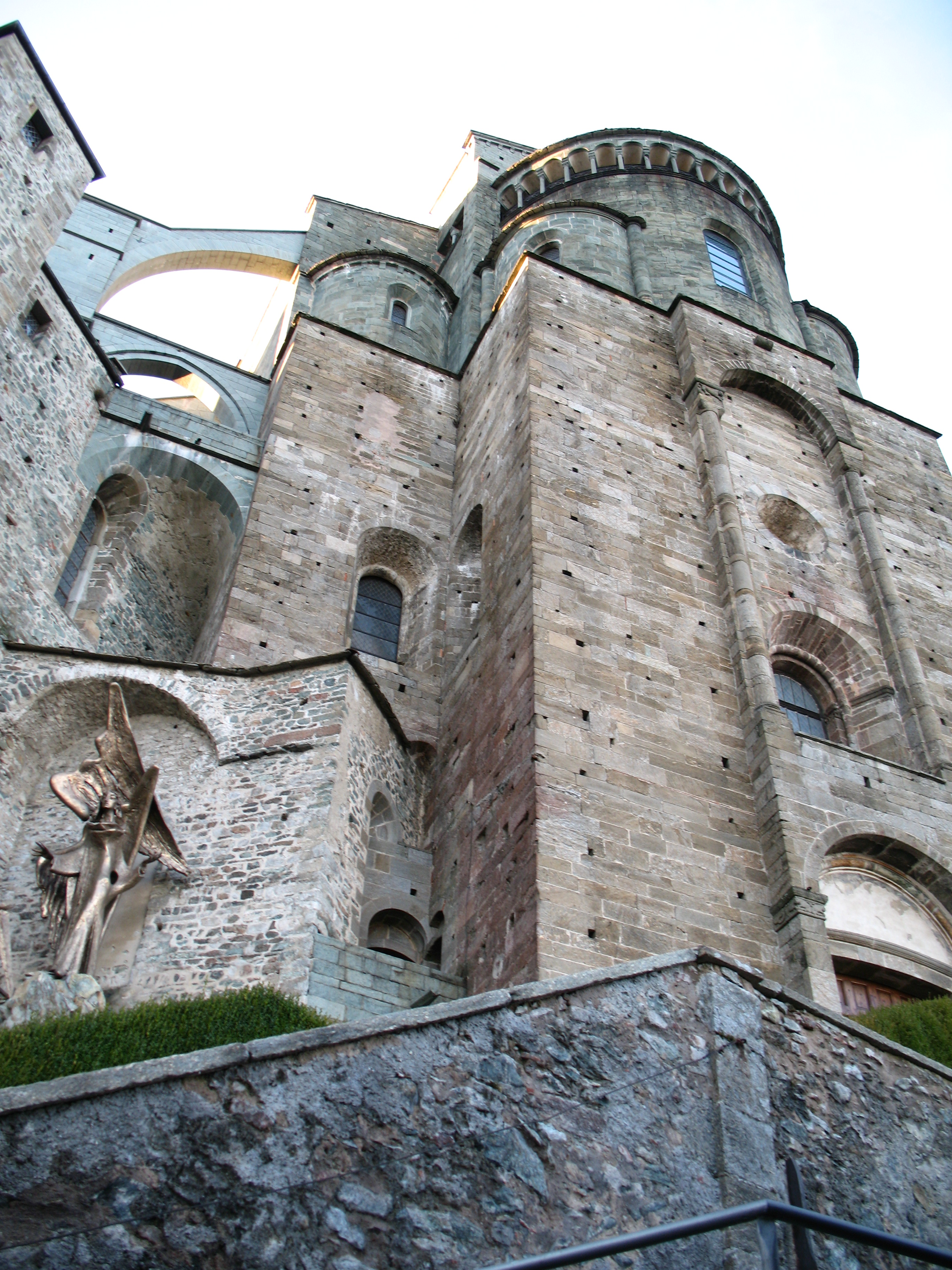
Fachada da Abadia

De acordo com alguns historiadores, na época dos romanos existia uma fortaleza militar no local atual da abadia, comandando a estrada principal que levava à Gália da Itália. Mais tarde, após a queda do Império Romano Ocidental, os lombardos construíram uma fortaleza aqui contra as invasões francas.
Pouco se sabe sobre os primeiros anos da abadia. O mais antigo relato existente é o de um monge, William, que viveu aqui no final do século XI e escreveu um Chronicon Coenobii Sancti Michaelis de Clusa. Funda a abadia em 966, mas, em outra passagem, o mesmo monge afirma que a construção começou sob o pontificado de Papa Silvestre II (999-1003).
O certo é que a que hoje é a cripta foi construída no final do século X, como atesta a influência bizantina nos nichos, colunas e arcos. De acordo com a tradição, este edifício foi construído pelo eremita São Giovanni Vincenzo  por ordem do arcanjo Miguel, a quem ele era particularmente devoto; e os materiais de construção que o eremita havia coletado foram transportados milagrosamente até o topo da montanha. Além disso, observa-se que o culto a São Miguel, o arcanjo que guerreou com Lúcifer, normalmente baseia suas igrejas em pináculos ou locais de difícil acesso, por exemplo, o Monte Saint-Michel na França.
Nos anos seguintes foi acrescentado um pequeno edifício, que poderia abrigar uma pequena comunidade de monges e alguns peregrinos.
Mais tarde, a abadia desenvolveu-se sob o domínio beneditino, com a construção de um edifício separado com quartos para os peregrinos seguindo a popular Via Francigena e de uma igreja-mosteiro (1015–1035), provavelmente sobre as ruínas do antigo castrum romano. Durante a Páscoa em 1098, Santo Anselmo, arcebispo de Canterbury, visitou o mosteiro para ver seu sobrinho Anselmo, que era um irmão aqui. O Anselmo mais jovem serviria como abade de San Saba em Roma e de Bury St Edmunds na Inglaterra. O Abade Ermengardo (1099-1131) mandou construir um novo porão grande de 26 m de altura desde o sopé da colina até ao cume, à qual foi acrescentada uma nova igreja (a que ainda hoje existe), incluindo as estruturas envolventes.
No ano de 1315, o manuscrito Breviário de San Michele della Chiusa foi escrito contendo o ciclo de orações do ano para os monges da Abadia.

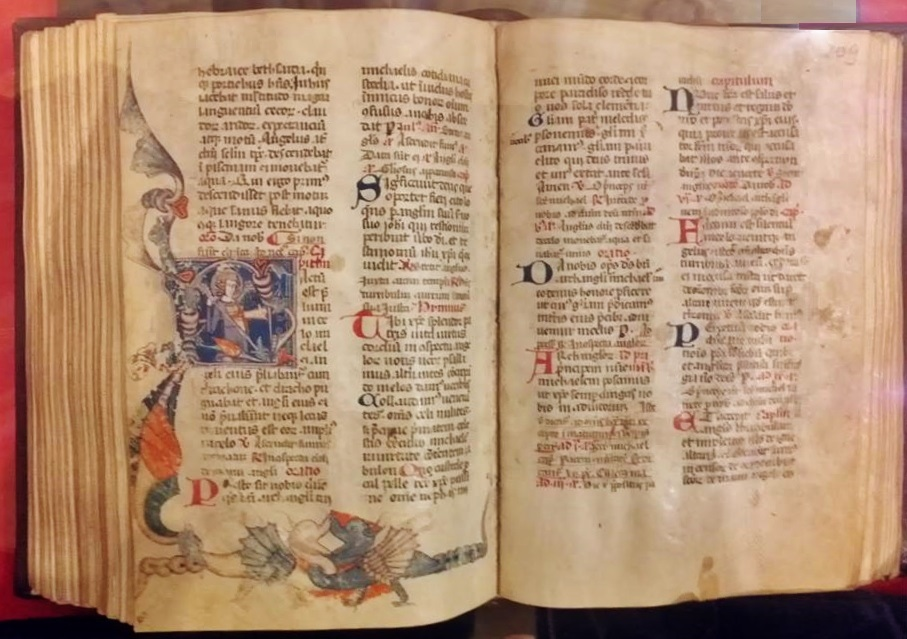
Página do Breviário de San Michele della Chiusa (1315) com miniatura

O mosteiro entrou em declínio e foi finalmente suprimido em 1622 pelo Papa Gregório XV. Permaneceu abandonado até 1835, quando o rei Carlos Alberto e o Papa pediram a Antonio Rosmini para restaurá-lo e repovoá-lo. Atualmente está sob os cuidados dos Rosminianos.

## Arte e arquitetura

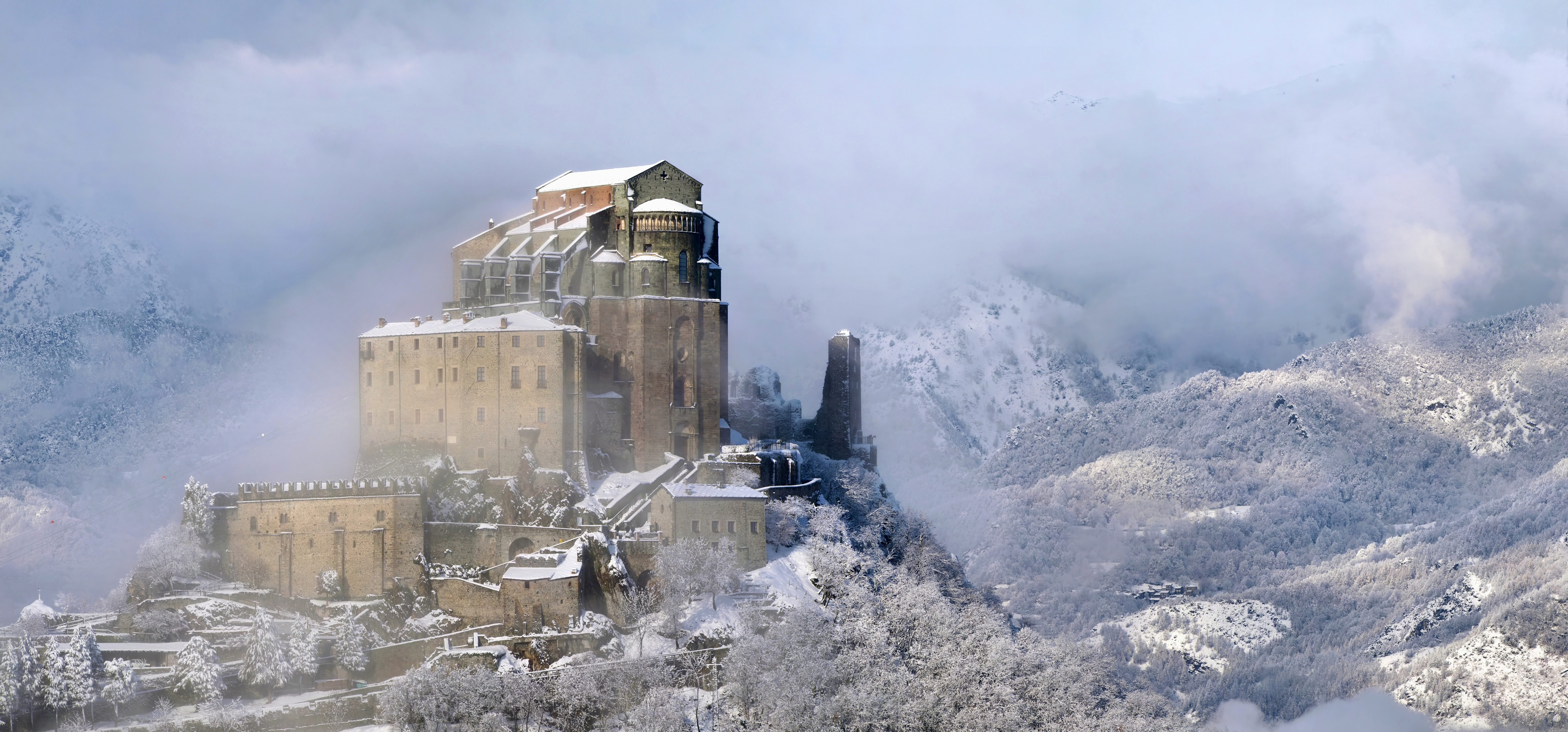
Sacra di San Michele em 2015

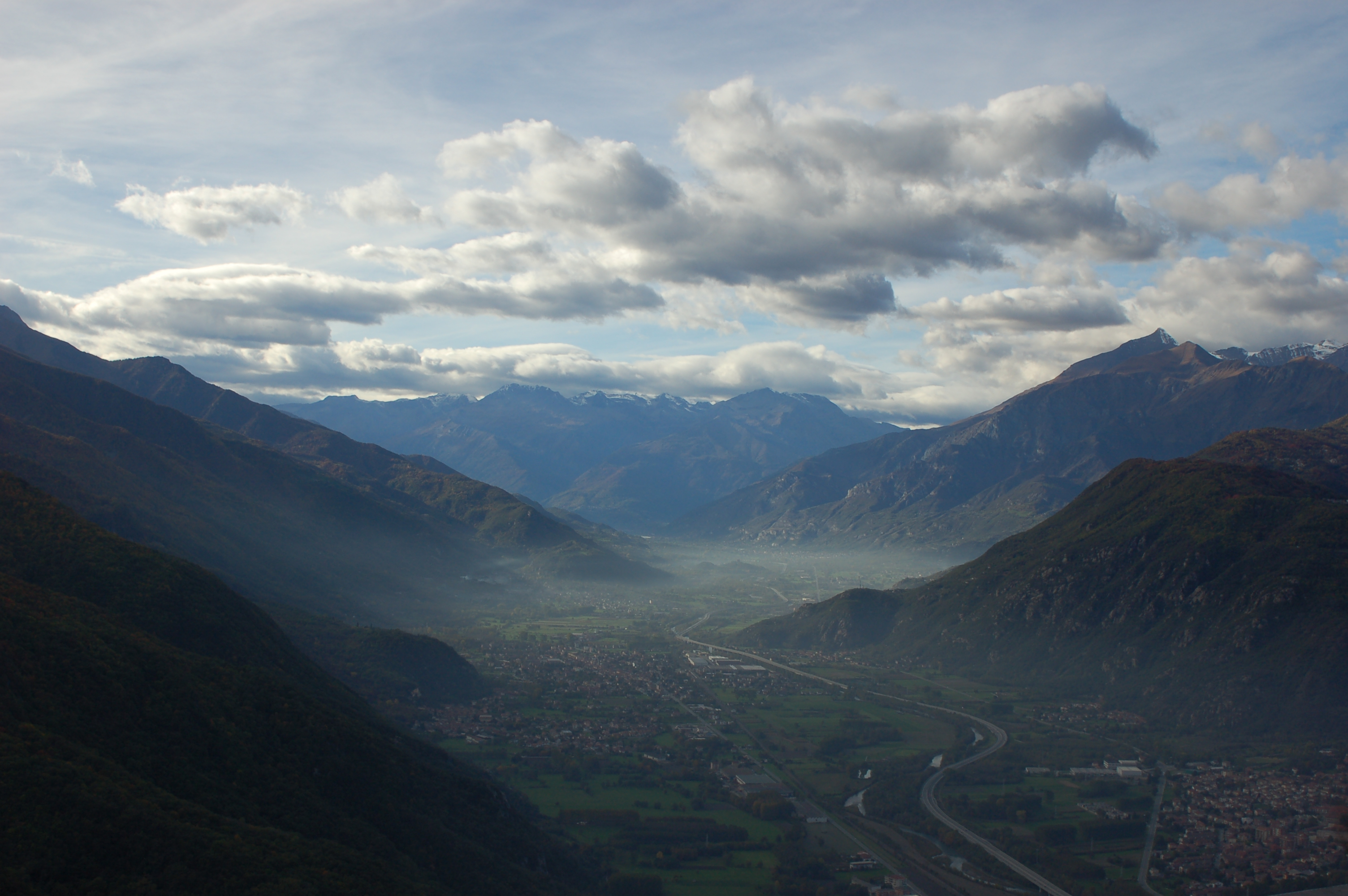
Vista de Val Susa de Sacra

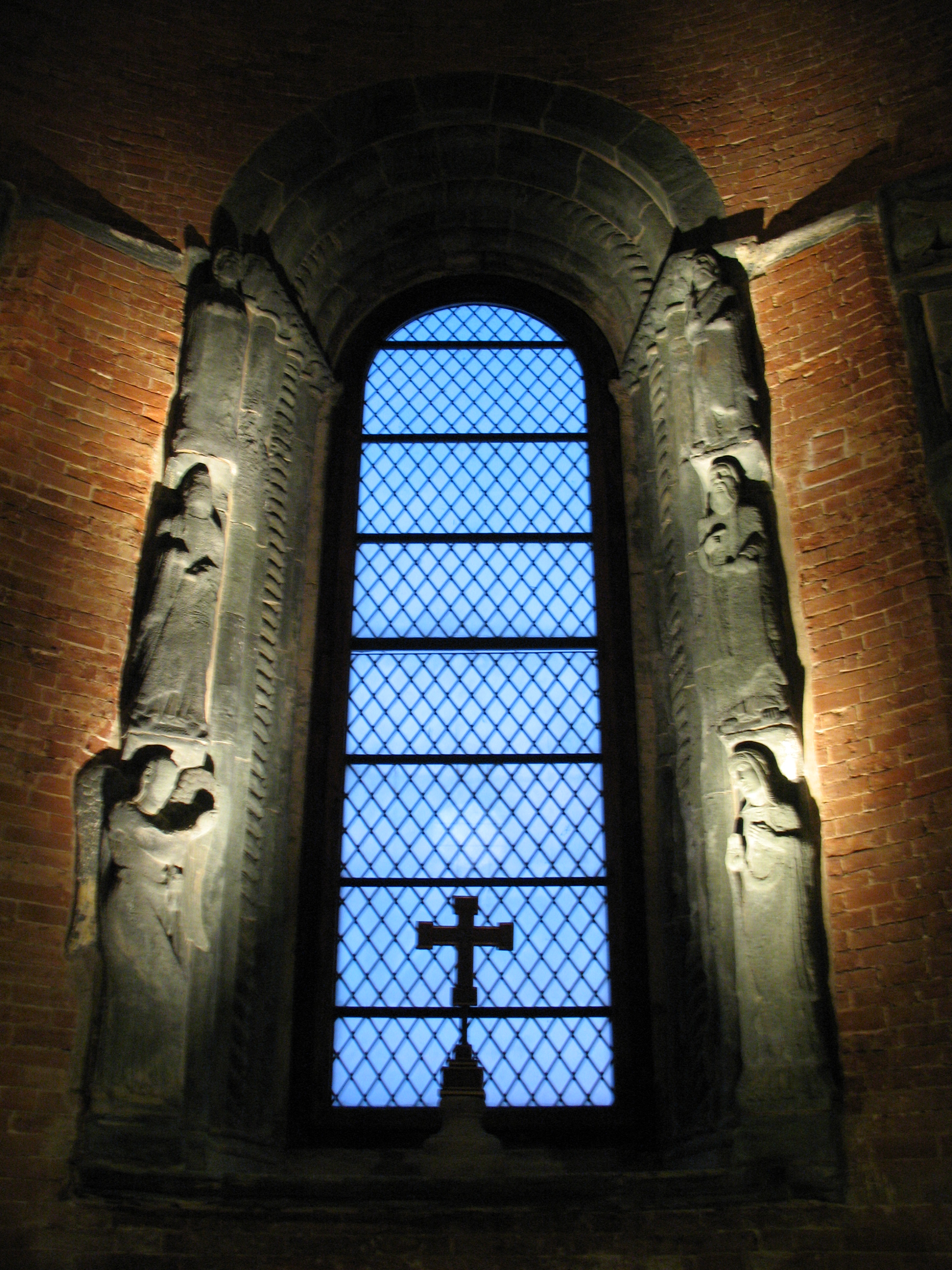
A janela do altar-mor da igreja

A igreja está localizada no topo de uma base rochosa e torres acima do vale. A fachada da igreja conduz a uma escadaria, a Scalone dei Morti ("Escadaria dos Mortos"), ladeada por arcos, nichos e túmulos nos quais, até recentemente, eram visíveis esqueletos de monges mortos (daí o nome). No topo dos 243 degraus está a Porta dello Zodiaco de mármore, uma obra-prima da escultura do século XII. A própria igreja é acedida por um portal românico em pedra cinzenta e verde, construído no início do século XI. A igreja tem nave e dois corredores, e apresenta elementos da arquitetura gótica e românica. Na parede esquerda está um grande afresco retratando a Anunciação (1505), enquanto no Coro Antigo está um tríptico do Defendente Ferrari.

O complexo inclui as ruínas do mosteiro dos séculos XII-XV, que tinha cinco andares. Termina com a Torre della Bell'Alda ("Torre da Bela Alda"). O chamado "Sepulcro dos Monges" é provavelmente os restos de uma capela que reproduz, em sua planta octogonal, o Santo Sepulcro de Jerusalém.